# Акалтын (Мактааральский район)
Акалтын (каз. Ақалтын) — село в Мактааральском районе Туркестанской области Казахстана. Входит в состав Мактааральского сельского округа. Код КАТО — 514477200.

## Население
В 1999 году население села составляло 651 человек (293 мужчины и 358 женщин). По данным переписи 2009 года, в селе проживало 799 человек (388 мужчин и 411 женщин).